# Helshan
Helshan – wieś położona w północnej części Albanii w gminie Golaj. Wieś znajduje się 106 kilometrów od stolicy państwa, Tirany.

## Demografia
Według spisu ludności z 1989 roku we wsi Helshan mieszkało 847 mieszkańców.